# Halové mistrovství České republiky v atletice 2006
Halové mistrovství ČR v atletice 2006 se uskutečnilo ve dnech 25.–26. února 2006 v hale Otakara Jandery v pražské Stromovce.

## Medailisté

### Muži
| Soutěž                         | Zlato                                                                       | Stříbro                                                                  | Bronz                                                                      |
| 60 m                           | Jaroslav Šmotek 6.80                                                        | Ondřej Kozlovský 6.84                                                    | Jan Stokláska 6.86                                                         |
| 200 m                          | Jiří Vojtík 21.13                                                           | Rudolf Götz 21.39                                                        | Vojtěch Šulc 21.47                                                         |
| 400 m                          | Filip Klvaňa 47.86                                                          | Michal Uhlík 48.29                                                       | Ondřej Daněk 48.32                                                         |
| 800 m                          | Richard Svoboda 1:51.60                                                     | Martin Hrstka 1:51.75                                                    | Jiří Kubalák 1:52.08                                                       |
| 1500 m                         | Vladimír Bartůněk 3:52.14                                                   | Tomáš Harom 3:53.51                                                      | Petr Doubravský 3:53.68                                                    |
| 3000 m                         | Václav Janoušek 8:19.63                                                     | Michael Nejedlý 8:22.29                                                  | Jakub Holuša 8:23.16                                                       |
| 60 m př.                       | Stanislav Sajdok 7.70                                                       | Petr Svoboda 7.88                                                        | Pavel Ďurica 7.99                                                          |
| 4 × 400 m                      | Michal Uhlík Petr Habásko Josef Prorok Rudolf Götz ASK Slavia Praha 3:14.85 | Petr Braniš Marek Hrubý Ondřej Daněk Jiří Vojtík PSK Olymp Praha 3:15.75 | Pavel Jiráň Miroslav Kaplan Jan Mazanec Jan Hanzl A.C. TEPO Kladno 3:16.70 |
| Skok do výšky                  | Svatoslav Ton 2.21                                                          | Tomáš Janků 2.18                                                         | Jiří Křehula 2.18                                                          |
| Skok o tyči                    | Štěpán Janáček 5.50                                                         | Adam Ptáček 5.46                                                         | Michal Balner 5.36                                                         |
| Skok daleký                    | Tomáš Pour 7.82                                                             | Štěpán Wagner 7.58                                                       | Michal Čada 7.39                                                           |
| Trojskok                       | Jakub Hůrka 15.39                                                           | Antonín Petr 15.27                                                       | Martin Vachata 15.20                                                       |
| Vrh koulí                      | Antonín Žalský 19.63                                                        | Remigius Machura 19.06                                                   | Vladislav Tuláček 16.93                                                    |
| Sedmiboj Praha 10. – 12.2.2006 | Milan Kohout 5525 bodů                                                      | Dominik Špiláček 5425 bodů                                               | Jakub Chomát 5331 bodů                                                     |

### Ženy
| Soutěž                        | Zlato                                                                               | Stříbro                                                                                | Bronz                                                                                    |
| 60 m                          | Iveta Mazáčová 7.47                                                                 | Kristina Bažatová 7.51                                                                 | Štěpánka Klapáčová 7.52                                                                  |
| 200 m                         | Štěpánka Klapáčová 24.15                                                            | Kristina Bažatová 24.37                                                                | Jitka Bartoničková 24.66                                                                 |
| 400 m                         | Jitka Bartoničková 53.6                                                             | Zuzana Hejnová 53.6                                                                    | Zuzana Bergrová 54.9                                                                     |
| 800 m                         | Petra Lochmanová 2:05.43                                                            | Tereza Šedivá 2:09.08                                                                  | Dana Šatrová 2:10.47                                                                     |
| 1500 m                        | Marcela Lustigová 4:38.40                                                           | Petra Ivanová 4:38.92                                                                  | Tereza Čapková 4:39.10                                                                   |
| 3000 m                        | Lenka Ptáčková 9:29.28                                                              | Barbora Kuncová 9:48.49                                                                | Monika Preibischová 9:50.01                                                              |
| 60 m př.                      | Petra Seidlová 8.21                                                                 | Lucie Martincová 8.23                                                                  | Denisa Ščerbová 8.50                                                                     |
| 4 × 400 m                     | Lenka Ostravská Gabriela Proroková Zuzana Bergrová Zuzana Hejnová USK Praha 3:44.74 | Markéta Pernická Zuzana Málková Jana Slaninová Eva Follnerová AK SSK Vítkovice 3:50.65 | Lucie Jašová Kristina Volfová Tereza Čapková Jitka Bartoničková ASK Slavia Praha 3:55.66 |
| Skok do výšky                 | Barbora Laláková 1.92                                                               | Romana Dubnova 1.89                                                                    | Iva Straková 1.89                                                                        |
| Skok o tyči                   | Pavla Hamáčková 4.35                                                                | Kateřina Baďurová 4.13                                                                 | Jiřina Ptáčníková 4.13                                                                   |
| Skok daleký                   | Denisa Ščerbová 6.44                                                                | Jana Korešová 6.18                                                                     | Martina Darmovzalová 6.16                                                                |
| Trojskok                      | Šárka Kašpárková 13.60                                                              | Martina Darmovzalová 13.46                                                             | Eva Doležalová 12.82                                                                     |
| Vrh koulí                     | Jana Kárníková 15.78                                                                | Andrea Valešová 14.95                                                                  | Klára Chytrá 14.95                                                                       |
| Pětiboj Praha 10. – 12.2.2006 | Jana Korešová 3977 bodů                                                             | Lucie Kostnerová 3931 bodů                                                             | Marie Burešová 3904 bodů                                                                 |